# William T. Pheiffer

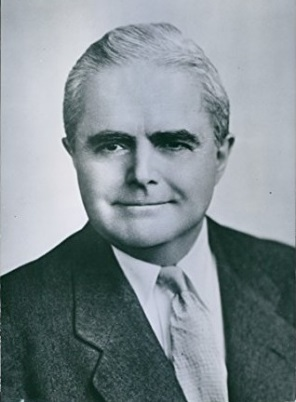
William T. Pheiffer (1953)

William Townsend Pheiffer (* 15. Juli 1898 in Purcell, Oklahoma-Territorium; † 16. August 1986 in New York City) war ein US-amerikanischer Politiker. Zwischen 1941 und 1943 vertrat er den Bundesstaat New York im US-Repräsentantenhaus; von 1953 bis 1957 war er Botschafter der Vereinigten Staaten in der Dominikanischen Republik.

## Werdegang
William Pheiffer besuchte die öffentlichen Schulen seiner Heimat und studierte danach an der University of Southern California in Los Angeles. Im Jahr 1918 diente er während der Endphase des Ersten Weltkrieges in der US Army. Nach einem anschließenden Jurastudium an der University of Oklahoma in Norman und seiner im Jahr 1919 erfolgten Zulassung als Rechtsanwalt begann er in Sayre in diesem Beruf zu arbeiten. Zwischen 1926 und 1939 lebte er in Amarillo (Texas), wo er ebenfalls als Anwalt praktizierte. Anschließend zog er nach New York City. Politisch schloss er sich der Republikanischen Partei an. Im Juni 1932 war er Delegierter zur Republican National Convention in Chicago, auf der Präsident Herbert Hoover zur dann erfolglosen Wiederwahl nominiert wurde.
Bei den Kongresswahlen des Jahres 1940 wurde Pheiffer im 16. Wahlbezirk von New York in das US-Repräsentantenhaus in Washington, D.C. gewählt, wo er am 3. Januar 1941 die Nachfolge des Demokraten James H. Fay antrat. Da er im Jahr 1942 nicht bestätigt wurde, konnte er bis zum 3. Januar 1943 nur eine Legislaturperiode im Kongress absolvieren. Diese war von den Ereignissen des Zweiten Weltkrieges geprägt. In den Jahren 1943 und 1944 nahm Pheiffer als Hauptmann der US Army an diesem Krieg teil. Danach war er zwischen dem 1. August 1944 und dem 22. April 1944 für die kriegsbedingte Treibstoffverwaltung der Bundesregierung (Petroleum Administration for War) tätig. Anschließend praktizierte er wieder als privater Rechtsanwalt. Zwischen 1945 und 1948 war er zudem als Executive Assistant Mitarbeiter beim Republican National Committee.
Von 1953 bis 1957 fungierte Pheiffer als US-Botschafter in der Dominikanischen Republik. Er starb am 16. August 1986 in New York City.